# Noćna molitva (kršćanstvo)
Noćna molitva, važna molitva u kršćanskoj duhovnosti. Primjere nalazimo u Bibliji "„O ponoći nasta vika: ’Evo zaručnika! Iziđite mu u susret!’“ i u Dj 20,7.11 "U prvi dan tjedna, kad se sabrasmo lomiti kruh, Pavao im govoraše, i kako je sutra kanio otputovati, probesjedi sve do ponoći… Zatim se pope pa, pošto razlomi kruh i blagova, dugo je još zborio, sve do zore. " Po noćnoj molitvi poznat je red kartuzijanaca.
Noćnom se molitvom izražava i potiče iščekivanje Gospodina koji je došao, uskrsnuo i koji će opet doći. Kroz povijest raznoliko se bdjelo. Ovaj molitveni čas naziva je matutinum (praskozorje), dok se po rimskoj tradiciji molio početkom noći. To je izazivalo zbrke. U Crkvi se osobito cijenilo Vazmeno bdjenje, a njega se u početcima cijele noći slavilo. Ovo je bdjenje bilo uzorom po kojem su nastala još neka bdjenja. Ta su bdjenja uoči blagdana poput Božića, Duhova, sv. Ivana Krstitelja, sv. Petra i Pavla, Velike Gospe. Uoči nedjelje se po uzoru na Jeruzalemsku crkvu u mnogim katedralama bdjelo po noći no ne i cijele noći. Monasi i Oci su poticali vjernike osobito one kontemplativne svakodnevno moliti na bdjenju. To je moglo biti o ponoći ili u zoru, a potonje se ukorijenilo na Zapadu. Kad je bila liturgijska obnova, htjelo se očuvati noćnu važnost Službe čitanja onima kojima je to moguće.